# Clarias agboyiensis
Clarias agboyiensis és una espècie de peix de la família dels clàrids i de l'ordre dels siluriformes.

## Morfologia
Els mascles poden assolir els 29 cm de llargària total.

## Distribució geogràfica
Es troba a Àfrica: Ghana, Togo, Benín i Nigèria.